# 漫☆画太郎
漫☆画太郎（まん がたろう）は、日本の漫画家。ペンネーム表記は不定で、漫☆画太郎（☆の中にF、あるいは、☆の中にバカ）、漫$画太郎、漫¥画太郎、漫☠餓太狼（ドクロマーク）、漫🍑画太郎、漫♡画太郎、画太郎、MAN☆GATARO（☆の中にF）、もろぼししんいち、TEN☆GA太郎、漫F画太郎、SLAMP（スランプ）、まん○画太郎、ガタロー☆マンなどもある。
1990年に『週刊少年ジャンプ』（集英社）に掲載された『人間なんてラララ』でデビュー。同誌で『珍遊記 -太郎とゆかいな仲間たち-』『まんゆうき 〜ばばあとあわれなげぼくたち〜』を連載。

## 来歴
1990年、『人間なんてラララ』で『週刊少年ジャンプ』の第1回GAGキングを受賞。同年、同誌に掲載されデビュー。『地獄甲子園』および短編をオムニバス形式にした『ババアゾーン』が映画化、2009年には『地獄甲子園』、『世にも奇妙な漫☆画太郎』、『珍遊記 -太郎とゆかいな仲間たち-』の各作品がFLASHアニメとしてDVD化されている。
デビューから現在に至るまで一貫してナンセンスギャグ漫画を描いている。キャラクターの首が千切れ飛んだり、車に轢かれて潰されたりする暴力的・グロテスクな描写、脱糞、嘔吐などの下ネタを多用する過激な作風が特徴。スクリーントーンをほとんど使用せず、描画は荒いが、『まんゆうき 〜ばばあとあわれなげぼくたち〜』の主人公「娘々（にゃんにゃん）」のような可愛いらしいキャラクターも時々登場する。平気で以前の話をなかったことにするストーリー展開、既存の漫画・ドラマのパロディやメタフィクションギャグ、1ページから見開き2ページを使った大ゴマ、コピー機を購入した嬉しさから多用するようになった通称“コピーギャグ”（バンクシステムの一種）も定番である。
自ら連載途中で打ち切りへ持っていくような展開も多く、まともに完結を迎えた作品は少ない。実際、画太郎本人も自身が大の連載嫌いであることを単行本の巻末コメントで明らかにし、最終話のタイトルを「打ち切り」にするなど、それ自体をギャグにすることもある。
2013年9月21日には、千葉ロッテマリーンズから同球団とのコラボグッズが販売された。その後完売したため、10月12日に一部商品を販売している。
2014年8月14日 - 8月26日に、自身初の個展となる「漫☆個展」をpixiv Zingaro（中野ブロードウェイ内）にて開催する。
2020年11月27日 、日本の昔話を独自に解釈した絵本を「笑本（えほん）」として、ガタロー☆マン名義でシリーズ刊行することを発表。第1弾は『ももたろう』。
2021年9月、画業30周年突破を記念してババアのグラビアなども収録された初の画集『画業30周年記念 漫☆画臭』を刊行。同年12月、ガタロー☆マン名義で執筆した『笑本 おかしばなし1 ももたろう』で、「第14回MOE絵本屋さん大賞2021」の新人賞第1位を受賞。

## 影響
藤子不二雄のファンで、『まんが道』を読んでマンガ家を志したという。また、画太郎の作品である『珍遊記』の作中で『まんが道』のパロディマンガを描いたこともある。藤子不二雄Ⓐ自身も画太郎に直筆メッセージを送ったことがある。
原哲夫のファンで、原に出会った際興奮して自分のサイン色紙を無理やり渡したという。また宮崎駿のファンで、「GAGキング」に投稿した経緯も「宮崎駿氏の研修生に落ちた腹いせに集英社に落書きを送った」と述べている。『Quick Japan』誌のインタビューでは好きな作品に『となりのトトロ』『風の谷のナウシカ』をあげている。また武田鉄矢や海援隊、テレビドラマ『101回目のプロポーズ』を好む。
電気グルーヴのファンである。画太郎は『電気グルーヴのオールナイトニッポン』のリスナーであり、番組で行った漫画家からのFAX募集企画にFAXを送って紹介されたことからつながりができる。『珍遊記 -太郎とゆかいな仲間たち-』で長編デビューを飾った当初から番組内で石野卓球とピエール瀧は画太郎の才能を大絶賛しており、画太郎も『珍遊記』最終話には実名で2人を模したキャラクターを登場させた（新装版では名前が差し替えられている）。また、ピエール瀧を原作に据えた『虐殺! ハートフルカンパニー』『樹海少年ZOO1』も後に発表している。

## 素顔
1989年の第1回GAGキング受賞時は神奈川県在住の17歳で、両親に内緒で作品を描いたことと、受験生であることを明かしている。
素顔や詳細なプロフィールはほとんど公表していない。特にデビュー当初はその正体について様々な憶測を呼んだ。同業者の天久聖一は、一時期『電気グルーヴのオールナイトニッポン』の常連ハガキ職人「ビニールおっぱい」と同一人物ではないかという説を唱えていた。
一般に公開される画太郎のプロフィールも取材や作品紹介の度に異なることが多い。1957年生、あるいは生年不明・性別・出身地不明など様々であり、実際のプロフィールは定かではない。2011年発売の『週刊朝日』増刊の甲子園展望号では、同年初出場を果たした山口代表・柳井学園の欄に同校卒業生と紹介されているが、マンガ太郎の間違いである。
メディアに素顔を晒しているのは下記の通り。
- 第1回GAGキングの受賞者発表。当時の『週刊少年ジャンプ』編集長である後藤広喜に王冠を授与される写真が掲載されている[11]。
- 『珍遊記』連載当時『週刊少年ジャンプ』の新年号恒例だった作家全員顔出しによる表紙写真。ジャンプ・コミックス版『珍遊記』での著者近影にこの写真をそのまま流用しており、2巻ではF1レーサー風のツナギ姿（1991年5号）、6巻ではライフルを構えた宇宙飛行士のような姿で手描きの宇宙の背景にコラージュされている（1992年5号）。
- 週刊少年ジャンプ創刊25周年記念イベント「ジャンプマルチワールド」のパンフレット内の週刊少年ジャンプ漫画家一覧。
- 1994年度の第6回GAGキング大賞の宣伝コーナー30号 - 39号あたりに続けて登場している。
- 2004年のWOWOWの特番『画太郎まつり』に「画太郎」とされる人物が出演。「画太郎」はベレー帽に眼鏡・ブリーフ一丁にネクタイという、漫画の自画像を模した姿で、街頭をさまよったり公園にまいたポップコーンを食べるなどしていた。

漫画家の清野とおるは、エッセイコミック『東京都北区赤羽以外の話』で画太郎と出会ったエピソードを描いている。そこでは
- 画太郎は重度の引きこもり、対人恐怖症で、集英社の人間も会ったことがある者はごくごく限られており、担当の編集者（2002年当時）ですら打ち合わせは電話かFAX、原稿も郵送のためほとんど会ったことがない。
- 東京からそう遠くはないが気軽には行けないようなタチの悪い場所に、本人の漫画に頻繁に登場するボロアパートに、老婆と2匹の野良猫と住んでいる。その中で描かれている画太郎は小太りな中年男である。なお、老婆と野良猫は2012年には亡くなっている様子。

とのことである。その中では2012年で還暦を迎えたと書いている。
ただし、ここに登場した人物やそのエピソードが本人や事実であるとの確証はない（例えば、『少年ジャンプ』に『珍遊記』を連載中、雑誌の企画でアーノルド・シュワルツェネッガーと対談した際に顔出しで誌面に登場しているが、その時の容姿は若い成人男性のそれであった）。

## 作風
漫画界の文法や常識を無視する何でもありの作風。デビューから一貫してギャグ漫画を描いているが、ストーリーは無軌道のため打ち切りにあうことも多い。ジャンルは冒険活劇やホラー、スポーツ、ガールズファンタジーまで多岐にわたるが、基本的にブラックユーモアでありエログロ、スカトロといった狂気的な世界を描いている。

### ばばあ
作中に多用される頭にカンザシをさした「ばばあ」と呼ばれるキャラクターは、画太郎が自宅で介護している祖母がモデル。ばばあが元気に暴れる様は、親族の来訪などで元気を取り戻したときの祖母をイメージしている。

### 天丼ネタ
「階段オチ」「トラックオチ」「爆発オチ」の三段オチ（終盤に「その階段は滑るぞー！」と忠告されたにもかかわらず階段を駆け下りて案の定、足を滑らせ転落し、突然やってきたトラックに轢かれ、体がバラバラになったあと、トラックが壁にぶつかり大爆発を起こし完）など定型のオチが複数の作品に使いまわされている。

### コピーギャグ
一度描いた絵を台詞だけを変えて数ページにわたって使い続けるなど、使い回しの手抜きを作中にギャグとして用いる。元々は『珍遊記』連載中にコピー機を購入した嬉しさから多用するようになった。近年は初めからコピー用の顔を用意し貼り付けている。

### 打ち切り
自ら連載途中で打ち切りへ持っていくような展開が多く、まともに完結を迎えた作品は少ない。『珍遊記』では目的地の天竺に到着することなく完結。『地獄甲子園』では試合には入らず完結。『つっぱり桃太郎』『ミトコン』では中途半端に打ち切られたため、単行本の続刊が刊行されていない。
他にも、『樹海少年ZOO1』でコミックス数冊分の話をすべて無かったことにして話を何度も仕切りなおしたこともある。この時、誌面には「第24話から第52話までの話は一切なかった事にしてください / ピエール瀧 漫＄画太郎」のお詫び文章が（ネタとして）掲載された。
画太郎自身は連載について、自身が大の連載嫌いであることを単行本の巻末コメントやインタビューで何度も語っている。そして、「連載を引き受けるのは食べるためであり編集部の命令だから」と連載を必要悪と捉え、「仕事を選べるなら、読切作品に限定したい」とも述べている。

### 美少女
『まんゆうき』の娘々など可愛らしい女の子のキャラクターが時折登場することがあり、『まんゆうき』連載当時は作風の浮きっぷりからアシスタントが描いたとまで疑われることがあった。『まんゆうき』以降、美少女は10年以上描かれなかったが、『つっぱり桃太郎』に「土産物屋の娘」や「コビャッコ」などの美少女キャラクターが登場して以来、画太郎作品に美少女の存在が復活しており、『ミトコン』では久々に美少女を主役に用いている。

### 独自の擬音や言語感覚
はうあ!
登場人物が驚いたときに使用される。主に何かを発見したときなどネタの入りの部分で使われることが多い。
えーっ!?
はうあ!と同じく驚いた時に使用されるが、こちらは失望や落胆などの要素が含まれていることが多く、ネタのオチで使用されることが多い。『珍遊記』終了後に発表された『学校』で本格的に使用されるようになった。
ズコー!
登場人物がずっこけた時に使用される。こちらもオチで多用される。
ぶべら!
殴られるなど肉体的な暴力を受けた際、受けた側が使用する。他にも「はべら!」なども使われることもある。
とんずらー!
窮地に陥った際や、都合の悪い状況からダッシュで逃げ出す時に使用される。登場はかなり古く、デビュー作である『人間なんてラララ』で既に使用されている。
死〜ん
他の漫画でもしばしば使用される、静まり返った状況を表現する「し〜ん」とほぼ同じだが、こちらは登場人物が死亡し、その際に何の反応も示さなくなった表現として使用される。また、相手の話を無視する「むし〜ん」というパターンもある。

## 作品リスト

### 漫画作品
読切作品は#短編集並びに#単行本未収録作品の項を参照。
- DRAGON BALL外伝（『週刊少年ジャンプ』1990年28号読切）
- 珍遊記 -太郎とゆかいな仲間たち-（『週刊少年ジャンプ』連載1990年11月 - 1992年13号、全6巻）
- まんゆうき 〜ばばあとあわれなげぼくたち〜（『週刊少年ジャンプ』連載1994年、全2巻）
- ババアゾーン（『週刊少年ジャンプ』1995年5・6合併号に掲載）
- 家・なき子（『週刊少年ジャンプ』1995年9号に掲載）
- 道徳戦士超獣ギーガー（『MANGAオールマン』連載1996年2月 - 1996年9月、全1巻）
- 地獄甲子園（『月刊少年ジャンプ』連載1996年4月 - 1997年5月、全3巻）
- 漫☆画太郎の人生相談（1997年11月 - 1998年4月『月刊少年ジャンプ』に4P連載された。基本的に寿司を食えと答える）
- 虐殺! ハートフルカンパニー（原作：ピエール瀧、『コミックバウンド』連載2000年9月 - 2000年11月、全1巻）
- ハデー・ヘンドリックス物語（『週刊ヤングジャンプ』2001年1号 - 2号にかけて連載）
- 合作・浦安鉄筋家族（2001年『週刊少年チャンピオン』増刊「浦安鉄筋家族なつやすみ増刊」に掲載）浜岡賢次との共作
- 樹海少年ZOO1（原作：ピエール瀧）（『週刊少年チャンピオン』連載2001年1月 - 2003年、全9巻）
- わらってごらん（『月刊少年ジャンプ』連載、全1巻）
- つっぱり桃太郎（『週刊ヤングジャンプ』連載2003年5月 - 2004年8月、全5巻）
- ブスの瞳に恋してる（原作：鈴木おさむ、『ヤングチャンピオン』連載2005年11月 - 2006年、全3巻）
- 世にも奇妙な漫☆画太郎（『ビジネスジャンプ』[注 2]連載2007年1月 - 2009年、全7巻）
- 珍遊記2〜夢の印税生活編〜（『ビジネスジャンプ』連載2009年 - 2010年、全4巻）
- ミトコン（『ジャンプスクエア』連載2011年1月 - 10月号、1巻）
- 罪と罰（漫F画太郎名義、原作：フョードル・ドストエフスキー、『月刊コミック@バンチ』連載2012年10月 - 2013年4月号、全4巻）
- ミトコンペレストロイカ（まん○画太郎名義、『月刊コミック@バンチ』連載2013年6月号 - 2017年4月号、全6巻）
- 星の王子さま（原作：サン☆テグジュペリ、『少年ジャンプ+』連載2017年9月25日 - 2020年3月30日、全6巻）[15]
- 漫古☆知新-バカでもわかる古典文学-（『少年ジャンプ＋』連載2022年11月10日[16] - 2023年4月13日[17]、全1巻）[18]

#### 短編集
- まんカス - 『Quick Japan』掲載分の短編集。
- 画太郎先生ありがとう いつもおもしろい漫画を描いてくれて… - デビュー作他、単行本未収録分の短編集。
- くそまん -サイテーの漫画短編集- - 短編集。
- ハデー・ヘンドリックス物語 - 短編集。
- 画太郎先生だぁ〜い好き - 『世にも奇妙な漫☆画太郎』の単行本未収録分などの短編集。秋田書店刊行。
- 漫☆画太郎30年史 漫★博（集英社リミックス）集英社刊の歴代作品から第1話、あるいは1話分を選り抜き再編集したペーパーブック。2022年5月20日発売。

#### 単行本未収録作品
- 惨事のおやつ（1990年『週刊少年ジャンプ』30号に読切として掲載）
- まんゆうき 〜ばばあとあわれなげぼくたち〜 走れババアの巻（1994年『週刊少年ジャンプ』33号に掲載）
- ランバケマスターたくや（1997年『月刊少年ジャンプ』増刊ORIGINAL9月号に掲載）
- 宇宙船日の丸（1998年月刊少年ジャンプ増刊ORIGINAL1月号に掲載）
- スターウォーズエピソード1（1999年『岩谷テンホーのみこすり半劇場増刊新人ちゃん』に掲載）
- 年賀状（2002年『週刊ヤングジャンプ』6・7合併号に掲載）
- 爆走!男のメルヘン街道 - 和田ラヂヲなどとの共作
- ぽっち POCCHI（『週刊プレイボーイ』2005年11号に掲載）
- 誰がこんなヤツ、オープン戦に行かせたんだ!?ルポ（『週刊プレイボーイ』2005年12号掲載）
- バイトヘル2000ボールペン工場（2006年『週刊ヤングジャンプ』10号に掲載）
- 聖☆おじさん - 電気グルーヴ×スチャダラパーの同名シングルを題材に漫画化（『ヤングジャンプ』掲載）
- DATマン（原作：村上龍）（『月刊少年ジャンプ』前後編の読み切り）
- つっぱり桃太郎 58話 - 60話（『週刊ヤングジャンプ』連載）
- 珍入社員金太郎（『週刊ヤングジャンプ』連載2005年1月 - 2月） - 予告なしに第4話以降掲載されず、その後編集部より正式に連載終了が発表される。
- 実話（2011年『月刊少年チャンピオン』2月号に掲載）
- 野良姫（2012年『ヤングチャンピオン』13号掲載 読切）
- おもてなシミュレーションゲーム滝川（2013年『ジャンプLIVE』2号掲載 読切）
- 珍ピース CHIN PIECE（2017年『週刊少年ジャンプ』42号掲載） - 「ONE PIECE」の第一話を思わせる内容。雑誌掲載時に新連載と題されているが、3ページで打ち切り[19]。なお、同号目次では「漫☆画太郎先生特別告知」と書かれている。 ※2ページ分のみ『画業30周年記念 漫☆画臭』収録
- TERRACE HORSE THE COMIC（日本中央競馬会特別サイト『TERRACE HORSE 〜テラスホース〜』掲載） - 声優付きのボイスコミック、全5話（分岐あり）[20]
- 変臭者☆モミーの大冒険（『少年ジャンプ＋』連載2020年5月9日[21] - 2020年5月30日）全4話
- へっぴり嫁VSものぐさ太郎（『少年ジャンプ＋』2021年1月9日掲載）[22] ※『画業30周年記念 漫☆画臭』収録

### 絵本
全てガタロー☆マン名義。
- 笑本おかしばなし 1 ももたろう（2020年12月14日、誠文堂新光社）[6]
- 笑本おかしばなし 2 おおきなかぶ〜（2021年7月20日、誠文堂新光社）
- 笑本おかしばなし 3 てぶ〜くろ（2022年2月21日、誠文堂新光社）
- おだんごとん（2023年11月16日、マガジンハウス）
- うまれてくれてありがとう うんでくれてありがとう（原案：まつもと こういち、2024年5月24日、TENGA、太田出版）

### 画集
- 画業30周年記念 漫☆画臭（2021年9月3日発売[7]、集英社）

### CDジャケットなど
- マキシマム ザ ホルモン - アルバム『耳噛じる』
- マキシマム ザ ホルモン - アルバム『糞盤』
- マキシマム ザ ホルモン - アルバム『ロッキンポ殺し』
- マキシマム ザ ホルモン - アルバム『ぶっ生き返す』（裏ジャケット）
- マキシマム ザ ホルモン - フルアルバム『予襲復讐』（裏ジャケットブックレットなど）
- ディスコロマンス - アルバム『戦国ディスコババァ』
- テイ・トウワ - リミックスアルバム『STUPID FRESH』
- マキシマム ザ ホルモン - アルバム『耳噛じる 真打』
- マキシマム ザ ホルモン - シングル『これからの麺カタコッテリの話をしよう』（盤面イラスト）

### その他
- 爺言（表紙絵）
- next33 - ブランド「UNNON」のオリジナルTシャツのデザイン
- プロのデザインルール - 表紙を担当
- ユメ十夜（脚色）
- ビートたけしPresents No TV?（2008年12月30日） - 番組内のイラストを担当
  - ビートたけしの絶対見ちゃいけないTV（2009年8月4日）
  - ビートたけしのもう1回だけ見ちゃいけないTV（2009年12月28日）
  - ビートたけしのあと1回だけ見ちゃいけないTV（2010年9月29日）
  - ビートたけしのもう1回だけヤラせてTV（2010年12月28日）
  - ビートたけしのあと5回だけヤラせてTV（2011年12月29日）
- 直前で消えた最終候補 もしものBパターン! TBS 2009年1月4日（日） 桃太郎のBパターン →紙芝居絵コンテ
- 奇界遺産（表紙と扉イラスト）
- 絶対に笑ってはいけない空港24時 - 浜田雅功のイラストを2枚提供
- おもしろ言葉ゲーム OMOJAN - 「桃から生まれたおびただしい数の」のイラストを提供
- 大戦乱!!三国志バトル（袁術、王允、郭図、張魯、劉禅、曹皇后、蔡邕、小喬）
- アッコにおまかせ!（和田アキ子の似顔絵を提供）
- GANGSTA. - 提供イラスト（第2話、第5話、第8話、第11話）
- おしゃれイズム（2013年11月3日） - ゲストの黒田エイミ、水原希子と、レギュラーの森泉[注 3]のイラストを提供
- 出前一丁 ゴリラ一丁 スタミナガーリックニラそば野郎 CM 「あーらよゴリラ一丁 篇」 - 「ゴリラ化した出前坊や」のキャラクターデザイン
- 世界名作劇場×漫☆画太郎（2013年 - 2015年） - 画太郎によるラスカル、パトラッシュ、アン、アメデオのイラストを使用した商品を発売[23][24][25]

### OVA
2009年、漫画家デビュー20周年記念企画「クソして寝たら20周年!漫☆画太郎まつりだ、バカヤロー!!」で3作品のFLASHアニメ版がリバプールより発売。
1. 地獄甲子園 - 全1巻（2009年6月12日）
2. 世にも奇妙な漫☆画太郎 - 全2巻（2009年7月10日）
3. 珍遊記 -太郎とゆかいな仲間たち- - 全3巻（2009年8月7日）・劇場版

## アシスタント
- 尾田栄一郎 - 『まんゆうき 〜ばばあとあわれなげぼくたち〜』の第1話の製作に協力[26]。